# Parc François-Mitterrand
Le parc François-Mitterrand est un espace vert public de 2 hectares à Saint-Ouen-sur-Seine.

## Présentation
Bordé par la rue Emmy-Noether, à la limite de Clichy, de Saint-Ouen et du 17e arrondissement de Paris, c'est un parc paysager conçu pour gérer et valoriser les eaux pluviales à travers une noue végétalisée. Il est équipé d’une cascade en dénivelé se jetant dans un bassin agrémenté de plantes aquatiques, d’une aire de pique-nique, d’une aire de jeux pour les enfants et d’un canisite. 
Il est en partie implanté au dessus de la ligne d'Ermont - Eaubonne à Champ-de-Mars, emprunté par le RER C. La sortie secondaire de la gare de Saint-Ouen débouche d'ailleurs directement dans cet espace vert. 

## Équipements
- Aire de pique-nique
- Aire de jeux pour enfants
- Canisite

## Histoire
- Dans le cadre de la ZAC Pouchet au sud, sur la commune de Paris, il est prévu que la Place Pouchet soit connectée au parc François-Mitterrand, afin de créer une continuité dans ces espaces verts.

## Accès
- Rue Emmy-Noether